# Jákob ben Máhir
Jákob ben Máhir, teljes nevén Jákob ben Máhir ibn Tibbon (héberül: יעקב בן מכיר ׳ן תיבון), provenszál nyelven Don Profiat Tibbon, a középkorban és az újkorban elterjedt latinos nevén Prophatius Judæus (valószínűleg Marseille, 1236 körül – Montpellier, 1304 körül) középkori zsidó matematikus, csillagász.
Korának nagy tudósa, aki járatos volt a Talmudban, az orvostudományban, a csillagászatban és a matematikában. Lefordította Eukleidészt, hogy bizonyítsa a keresztények előtt a zsidóság tudományszeretetét. 1300-tól induló csillagászati almanachot készített és elkészítette a kvadráns leírását. Mindkét művét nem sokkal később latin nyelvre is lefordították. Prophatius egészen a 18. századig tudományos tekintély volt, műveire Kopernikusz, Erasmus Reinhold és Christopher Clavius is hivatkozik.